# Alexander Brydie Dyer
Pour les articles homonymes, voir Dyer.
Alexander Brydie Dyer (10 janvier 1815 - 20 mai 1874) est un soldat américain au cours de plusieurs guerres du XIXe siècle, servant notamment en tant que général et chef de l'ordonnance dans l'armée de l'Union pendant la guerre de Sécession.

## Avant la guerre
Dyer naît à Richmond, en Virginie, et est diplômé de l'académie militaire de West Point en 1837, sixième sur 50 cadets,. À la fin de sa scolarité, il souffre de la rubéole qui lui laisse des séquelles au niveau de l'audition. Il déclare alors que ce n'est pas grave puisqu'en tant qu'officier de l'artillerie il perdra le peu d'audition qui lui reste.
Il sert lors des guerres séminoles en 1837-38 dans le 3rd U.S. Artillery en Floride avec Braxton Bragg et en tant que lieutenant de l'ordonnance. Il est le chef de l'ordonnance de l'expedition du Nouveau-Mexique de Stephen W. Kearny. Lors de la guerre américano-mexicaine en 1846-48, il décline une première fois un brevet puis il accepte d'être breveté capitaine pour bravoure à la bataille de Santa Cruz de Rosales.
Il est promu capitaine dans le département de l'ordonnance le 3 mars 1853. Entre les guerres, Dyer a le commandement de l'arsenal de Fayetteville (51-53), l'arsenal de Little Rock (53-55) et de l'arsenal de Fort Monroe (55-61), alors qu'il est également membre du conseil de l'ordonnance en 1859.

## Guerre de Sécession
Lorsque la guerre de Sécession éclate Dyer reste avec l'Union, et, en août 1861, il reçoit le commandement de l'arsenal fédéral de Springfield, dans le Massachusetts, où son agrandissement et son élargissement des opérations sont remarqués; il quadruple ainsi la production de fusils.
Abraham Lincoln lui propose alors de devenir chef de l'ordonnance, mais il refuse par respect du titulaire James W. Ripley.
Le 13 septembre 1864, il est nommé directeur de l'ordonnance à Washington, avec le grade de brigadier général des États-Unis, avec une date de prise de rang au 12 septembre 1864. Le président Lincoln soumet la nominations au sénat des États-Unis le 12 décembre 1864, et le sénat confirme la nomination le 23 février 1865. Dyer occupe le poste le 30 mai 1864. Dyer est connu comme étant le premier commandant à avoir décidé l'achat d'une mitrailleuse Gatling, l'un des premiers modèles de mitrailleuse. Il est également connu comme le créateur du Dyer Shell, un projectile d'artillerie pour les canons rayés de 3 pouces.
Au cours de la dernière année de la guerre Dyer exige et obtient une cour d'enquête que le dégage de toute actes partisans répréhensibles ou nuisibles dont il a été accusé par une longue liste de inventeurs charlatans et entrepreneurs fripons y compris l'ancien colonel Hiram Berdan. Le 8 mars 1866, le président Andrew Johnson propose Dyer pour la nomination au brevet de major général de l'armée régulière avec une date de prise de rang au 13 mars 1865, et le sénat américain confirme la nomination, le 4 mai 1866 et la re-confirme le 14 juillet 1866, afin que les officiers de ligne précèdent les officiers d'état-major dans l'ancienneté.

## Après la guerre
Après la guerre Dyer reste dans l'armée et continue son service en tant que chef de l'ordonnance jusqu'à sa mort le 20 mai 1874 dans l'hôpital de l'arsenal de Washington. Il est enterré dans le cimetière national d'Arlington et son épouse Elizabeth Beersheba Dyer (née Allen) lui survit ainsi que ses six enfants. À noter que son fils, le colonel Alexander Brydie Dyer, jr., promotion 1873 de West Point est l'auteur du Manuel pour l'Artillerie Légère.